# Liste des médaillés aux championnats d'Europe de gymnastique artistique - Anneaux
| Édition | Lieu              | Or                                                             | Argent                                                        | Bronze                                                     |
| ------- | ----------------- | -------------------------------------------------------------- | ------------------------------------------------------------- | ---------------------------------------------------------- |
| 1955    | Francfort         | Albert Azaryan (URS)                                           | Helmut Bantz (GER) Vladimir Prorok (TCH) Boris Zhachlin (URS) | -                                                          |
| 1957    | Paris             | Joachim Blume (ESP)                                            | Yuri Titov (URS)                                              | Kalevi Suoniemi (FIN)                                      |
| 1959    | Copenhague        | Yuri Titov (URS)                                               | Pavel Stolbov (URS)                                           | Velik Kapsatschov (BUL) Otto Kestola (FIN)                 |
| 1961    | Luxembourg        | Miroslav Cerar (YUG) Velik Kapsazov (BUL) Yuri Titov (URS)     | -                                                             | -                                                          |
| 1963    | Belgrade          | Miroslav Cerar (YUG) Boris Shakhlin (URS) Velik Kapsazov (BUL) | -                                                             | -                                                          |
| 1965    | Anvers            | Viktor Lisitsky (URS) Franco Menichelli (ITA)                  | -                                                             | Miroslav Cerar (YUG)                                       |
| 1967    | Tampere           | Mikhail Voronin (URS) Viktor Lisitsky (URS)                    | -                                                             | Mikolaj Kubica (POL)                                       |
| 1969    | Varsovie          | Mikhail Voronin (URS)                                          | Mikolaj Kubica (POL) Viktor Klimenko (URS)                    | -                                                          |
| 1971    | Madrid            | Mikhail Voronin (URS)                                          | Nikolay Andrianov (URS)                                       | Andrzej Szajna (POL)                                       |
| 1973    | Grenoble          | Viktor Klimenko (URS)                                          | Nikolay Andrianov (URS) Dan Grecu (ROU)                       | -                                                          |
| 1975    | Berne             | Dan Grecu (ROU)                                                | Mihai Bors (ROU)                                              | Aleksandr Ditiyatin (URS)                                  |
| 1977    | Vilna             | Vladimir Markelov (URS)                                        | Aleksandr Tkachev (URS)                                       | Aleksandr Tikhonov (URS)                                   |
| 1979    | Essen             | Aleksandr Dityatin (URS)                                       | Bogdan Makuts (URS)                                           | Lutz Mack (GDR)                                            |
| 1981    | Rome              | Yuriy Korolev (URS)                                            | Rocco Amboni (ITA)                                            | Aleksandr Tkachev (URS)                                    |
| 1983    | Varna             | Dmitriy Bilozerchev (URS) Plamen Petkov (BUL)                  | -                                                             | György Guczoghy (HUN) Levente Molnar (ROU) Zellweger (SUI) |
| 1985    | Oslo              | Dmitriy Bilozerchev (URS)                                      | Valentin Mogilny (URS)                                        | Valentin Pintea (ROU)                                      |
| 1987    | Moscou            | Valentin Mogilny (URS)                                         | Valeriy Lyukin (URS)                                          | Andreas Aguilar (FRG)                                      |
| 1989    | Stockholm         | Holger Behrendt (GDR)                                          | Vitaliy Marinich (URS)                                        | Andreas Aguilar (FRG)                                      |
| 1990    | Lausanne          | Yuri Chechi (ITA)                                              | Jens Milbradt (GDR)                                           | Szilveszter Csollany (HUN)                                 |
| 1992    | Budapest          | Yuri Chechi (ITA)                                              | Vitaly Scherbo (EUN)                                          | Szilveszter Csollány (HUN)                                 |
| 1994    | Prague            | Yuri Chechi (ITA)                                              | Andreas Wecker (GER)                                          | Szilveszter Csollany (HUN)                                 |
| 1996    | Broendby          | Yuri Chechi (ITA)                                              | Jordan Jovtchev (BUL) Marius Toba (GER)                       | -                                                          |
| 1998    | Saint-Pétersbourg | Szilveszter Csollany (HUN)                                     | Valeri Belenki (GER)                                          | Dimosthenis Tampakos (GRE)                                 |
| 2000    | Brême             | Dimosthenis Tampakos (GRE)                                     | Szilvester Csollany (HUN)                                     | Ivan Ivankov (BLR)                                         |
| 2002    | Patras            | Jordan Jovtchev (BUL)                                          | Dimosthenis Tampakos (GRE)                                    | Szilveszter Csollany (HUN)                                 |
| 2004    | Ljubljana         | Dimosthenis Tampakos (GRE) Alexander Safoshkin (RUS)           | -                                                             | Matteo Morandi (ITA)                                       |
| 2005    | Debrecen          | Andrea Coppolino (ITA) Yuri van Gelder (NED)                   |                                                               | Alexander Safoshkin (RUS)                                  |
| 2006    | Volos             | Alexander Safoshkin (RUS)                                      | Jordan Jovtchev (BUL)                                         | Andrea Coppolino (ITA)                                     |
| 2007    | Amsterdam         | Oleksandr Vorobiov (UKR)                                       | Jordan Jovtchev (BUL) Andrea Coppolino (ITA)                  | -                                                          |
| 2008    | Lausanne          | Yuri van Gelder (NED)                                          | Jordan Jowtschew (BUL)                                        | Danny Rodrigues (FRA)                                      |
| 2009    | Milan             | Yuri van Gelder (NED)                                          | Oleksandr Vorobiov (UKR)                                      | Jordan Jovtchev (BUL)                                      |
| 2010    | Birmingham        | Matteo Morandi (ITA)                                           | Samir Ait Said (FRA)                                          | Jordan Jovtchev (BUL)                                      |
| 2011    | Berlin            | Konstantin Pluzhnikov (RUS)                                    | Aleksandr Balandin (RUS)                                      | Elefthérios Petroúnias (GRE)                               |
| 2012    | Montpellier       | Aleksandr Balandin (RUS)                                       | Matteo Morandi (ITA)                                          | Denis Ablyazin (RUS)                                       |
| 2013    | Moscou            | Samir Aït Saïd (FRA) Igor Radivilov (UKR)                      | -                                                             | Danny Rodrigues (FRA) Matteo Morandi (ITA)                 |
| 2014    | Sofia             | Denis Ablyazin (RUS) Aleksandr Balandin (RUS)                  | -                                                             | Samir Ait Said (FRA)                                       |
| 2015    | Montpellier       | Elefthérios Petroúnias (GRE)                                   | Denis Ablyazin (RUS) Samir Aït Saïd (FRA)                     |                                                            |
| 2016    | Berne             | Elefthérios Petroúnias (GRE)                                   | Denis Ablyazin (RUS) Artur Davtyan (ARM)                      | -                                                          |
| 2017    | Cluj-Napoca       | Elefthérios Petroúnias (GRE)                                   | Courtney Tulloch (GBR)                                        | Ihor Radivilov (UKR)                                       |
| 2018    | Glasgow           | Elefthérios Petroúnias (GRE)                                   | İbrahim Çolak (TUR)                                           | Courtney Tulloch (GBR)                                     |
| 2019    | Szczecin          | Denis Ablyazin (RUS)                                           | Marco Lodadio (ITA)                                           | Vahagn Davtyan (ARM)                                       |
| 2020    | Mersin            | İbrahim Çolak (TUR)                                            | Vinzenz Höck (AUT)                                            | Igor Radivilov (UKR)                                       |
| 2021    | Bâle              | Elefthérios Petroúnias (GRE)                                   | Nikita Nagornyy (RUS)                                         | Salvatore Maresca (ITA)                                    |
| 2022    | Munich            | Elefthérios Petroúnias (GRE)                                   | Adem Asil (TUR)                                               | Courtney Tulloch (GBR)                                     |
| 2023    | Antalya           | Adem Asil (TUR)                                                | Vahagn Davtyan (ARM)                                          | Elefthérios Petroúnias (GRE)                               |
| 2024    | Rimini            | Elefthérios Petroúnias (GRE)                                   | Nikita Simonov (AZE)                                          | Adem Asil (TUR)                                            |